# Новіков Семен Сергійович
Семен Сергійович Новіков (нар. 11 грудня 1997, Харків, Україна) — український, а згодом болгарський, борець греко-римського стилю. Виступав у категорії до 87 кг. Олімпійський чемпіон (2024), чемпіон Європи 2020 року, дворазовий чемпіон світу U-23, дворазовий срібний призер Чемпіонату України, бронзовий призер Кубка Світу. Кращий спортсмен України 2020 року за версією XSPORT. Чемпіон XXIV Міжнародного Київського турніру 2021 року.

## Біографія
У боротьбу Семен потрапив випадково. У шість років його в секцію відвів перший тренер Олег Жменько. Вони жили в одному дворі, Жменько дружив з батьками Семена і переконав, щоб вони віддали хлопчика на цей вид спорту. Довгий час Новікову не вдавалося вигравати навіть на рівні своїх одноліток. Прорив стався у 2016 році на IV Всеукраїнському турнірі з греко-римської боротьби пам'яті президента ФГРБУ Тернопільській області Є. В. Ворка. У ваговій категорії до 84 кг на шляху до фіналу харків'янин переміг чинного тоді чемпіона України серед юніорів Степана Шелемеха, а в фіналі здолав чемпіона світу серед кадетів Дмитра Кияшека.
Завдяки цьому успіху Новіков потрапив до збірної України, тренування в якій підняли рівень його боротьби. Уже в квітні 2017 року його впевнено виграв чемпіонат України серед юніорів, закріпившись у збірній.
Фактично, за місце у збірній України у категорії до 84 кг на чемпіонат світу у категорії U-23 конкурували 19-річний Новіков і Руслан Магомедов з Одеси. За підсумком поєдинків на зборах місце на чемпіонаті світу віддали старшому Магомедову, який став п'ятим на ЧС-2017. Проте вже наступного року Семен поїхав представляти Україну і привіз із Бухареста золото чемпіонату світу в категорії U-23. У півфіналі Новіков здобув перемогу з рахунком 8:5 над чинним тоді чемпіоном Європи U-23 Ісламом Абасовим з Азербайджану. А в фіналі впевнено впорався з кубинцем Даніелем Григоричем (10:2).
На чемпіонаті України у 2018 році поступився у фіналі Жану Беленюку з рахунком 5:1.

### 2019
З 2019 року Новіков був членом дорослої збірної України, але продовжував виступати в категорії до 23 років. На чемпіонаті України у 2019 році поступився у фіналі Жану Беленюку з рахунком 3:1. Восени 2019 захистив титул чемпіона світу U-23. У фінальній сутичці українець взяв реванш у грузина Гурамі Хецуріані з рахунком 6:1, і вдруге став чемпіоном світу U-23.

### 2020

#### Чемпіонат Європи
На Чемпіонаті Європи 2020, що проходив у Римі, Новіков замінив у збірній України Жана Беленюка, який розпочав політичну кар'єру та пропустив цей чемпіонат через підготовку до Олімпіади 2020.
У перший день європейської першості Семен провів три сутички. Спочатку він достроково переміг іспанця Гарсією Фреснеду з рахунком 9:0, після чого у чвертьфіналі виявився сильнішим за дворазового чемпіона світу Метехана Башара з Туреччини (7:2).
У півфіналі Новікову протистояв росіянин Комаров. По ходу поєдинку українець поступався суперникові з рахунком 1:3. Однак, на останніх секундах сутички він зміг зробити кидок, який приніс йому перемогу з результатом 6:3.
У фінальному поєдинку Новіков переміг бронзового призера чемпіонату Європи 2017 та Європейський ігор 2019 угорця Віктора Лерінца з рахунком 7:1. Новіков вперше в кар'єрі став чемпіоном Європи.
Після несподіваної перемоги на континентальній першості Новіков заявив про бажання представляти Україну на Олімпіаді в Токіо.
Але за регламентом на Олімпійських іграх у кожній ваговій категорії міг виступати лише один спортсмен від країни. У ваговій категорії до 87 кг із молодим Новіковим конкурував досвідчений і титулований Жан Беленюк.
Він переміг на чемпіонаті світу 2019 року, виборов для України олімпійську ліцензію, мав право виступати й на континентальній першості, але з доброї волі поступився місцем талановитому співвітчизнику. Жан заявив, що в такій ситуації проводити додатковий відбір на Олімпіаду «некоректно».

#### Кубок світу
На Кубку світу в Белграді (Сербія) Новіков здобув третє місце.
В 1/8 фіналу харків'янин поборов Шимона Шимоновича з Польщі з результатом 9:0, але в наступному колі поступився Давиду Чакветадзе з Росії (2:5). Втішний двобій із представником Болгарії Йоаном Димитровим Семен виграв із рахунком 9:1.
У бронзовому фіналі змагався з Хоссейном Ахмадом Нурі з Ірану, переміг за очками (12:4).

### 2021
У лютому Новіков виступав на XXIV-му Київському міжнародному турнірі.
Харків'янин боровся з представником Грузії (якого здолав достроково), потім із двома спортсменами з Болгарії. У фіналі Семен переміг чемпіона світу Лашу Гобадзе (5:0). Перший період був не дуже вдалим, однак Новіков отримав «бал активності», а після перерви йому вдалося виконати складний прийом на 4 бали, що принесло йому перемогу.

На початку березня Новіков нагадав про своє бажання виступати на Олімпіаді в Токіо, яку через пандемію коронавірусу перенесли з 2020 року на 2021. Зокрема, Семен навів прецедент у збірній Ірану, де за право виступу на Олімпіаді провели сутичку між олімпійським чемпіоном Хассаном Яздані та дворазовим чемпіоном світу серед спортсменів до 23-х років Камраном Гасемпуром. Однак 14 березня Федерація греко-римської боротьби України офіційно оголосила, що в Токіо виступатиме Жан Беленюк.
12—13 червня 2021 року виступав на відкритому чемпіонаті Польщі, здобув золоту медаль.

На Олімпіаді в Токіо Новіков був спаринг-партнером Беленюка, який і став олімпійським чемпіоном.

У жовтні Семен мав виступати на чемпіонаті світу, але через травму плеча змушений був пропустити його.

#### Зміна громадянства
У листопаді 2021 року в українських ЗМІ з'явилася інформація, що Семен надалі виступатиме за Болгарію.
Однак Новіков заперечив факт зміни громадянства, хоча зазначив, що має такі пропозиції й ще не вирішив. У грудні 2021 про зміну громадянства повідомили болгарські видання. Зазначалося, що Новікову зробили операцію на плечі, тож було невідомо, коли він зможе виступати.
Правила Міжнародної федерації боротьби (UWW) передбачали, що виступи за нову збірну можливі або зі згоди його попередньої федерації, або після трирічного карантину від останнього виступу під прапором попередньої збірної. Українська федерація згоди на перехід не давала, а карантин відлічувався з грудня 2020 року (виступ у складі збірної на Кубку світу).
Згодом Міжнародна федерація скоротила строк карантину до 1,5 року.

### 2023
13 січня 2023 року, після відбування півторарічного карантину, Семен Новіков став чемпіоном Болгарії. 2—5 березня 2023 року на 60-му міжнародному турнірі Дана Колова та Ніколи Петрова завоював золоту медаль. Почав представляти Болгарію на міжнародних змаганнях, став бронзовим призером чемпіонатів Європи і світу 2023 року, виборов ліцензію на Олімпійські ігри в Парижі.

### 2024
На Олімпійських іграх у Парижі спочатку здолав Турпала Бісултанова, який виступав за Данію (5:1), потім — Лашу Гобадзе з Грузії (8:3). У півфіналі переміг Давіда Лошонці з Угорщини (3:1). 
У фіналі боровся проти іранця Аліреза Мохмадіпіані, який у півфіналі пройшов Жана Беленюка. Новіков упевнено переміг (7:0) і став олімпійським чемпіоном.

### Виступи на Олімпіадах
| Змагання                    | Збірна   | Вагова категорія                 | Місце  |
| --------------------------- | -------- | -------------------------------- | ------ |
| Літні Олімпійські ігри 2024 | Болгарія | греко-римська боротьба, до 87 кг | Золото |

### Виступи на Чемпіонатах світу
| Змагання                        | Збірна   | Вагова категорія                 | Місце  |
| ------------------------------- | -------- | -------------------------------- | ------ |
| Чемпіонат світу з боротьби 2023 | Болгарія | греко-римська боротьба, до 87 кг | Бронза |

### Виступи на Чемпіонатах Європи
| Змагання                         | Збірна   | Вагова категорія                 | Місце  |
| -------------------------------- | -------- | -------------------------------- | ------ |
| Чемпіонат Європи з боротьби 2020 | Україна  | греко-римська боротьба, до 87 кг | Золото |
| Чемпіонат Європи з боротьби 2023 | Болгарія | греко-римська боротьба, до 87 кг | Бронза |

### Виступи на Кубках світу
| Змагання                    | Збірна  | Вагова категорія                 | Місце  |
| --------------------------- | ------- | -------------------------------- | ------ |
| Кубок світу з боротьби 2020 | Україна | греко-римська боротьба, до 87 кг | Бронза |

### Виступи на інших змаганнях
| Змагання                                       | Країна   | Вагова категорія                 | Місце  |
| ---------------------------------------------- | -------- | -------------------------------- | ------ |
| Кубок Хапаранди з боротьби 2017                | Україна  | греко-римська боротьба, до 85 кг | Срібло |
| Кубок Арво Хаавісто 2017                       | Україна  | греко-римська боротьба, до 85 кг | Бронза |
| Київський Міжнародний турнір з боротьби 2018   | Україна  | греко-римська боротьба, до 87 кг | 5      |
| Меморіал Іона Корнеану і Ладислава Сімона 2018 | Україна  | греко-римська боротьба, до 87 кг | 4      |
| Київський Міжнародний турнір з боротьби 2019   | Україна  | греко-римська боротьба, до 87 кг | Золото |
| Меморіал Маттео Пелліконе 2020                 | Україна  | греко-римська боротьба, до 97 кг | 5      |
| Київський Міжнародний турнір з боротьби 2021   | Україна  | греко-римська боротьба, до 87 кг | Золото |
| Кубок Владислава Пітласинські 2021             | Україна  | греко-римська боротьба, до 87 кг | Золото |
| Відкритий чемпіонат Загреба з боротьби 2023    | Болгарія | греко-римська боротьба, до 87 кг | 9      |
| Турнір Дана Колова — Николи Петрова 2023       | Болгарія | греко-римська боротьба, до 87 кг | Золото |
| Меморіал Імре Поляка та Яноша Варги 2023       | Болгарія | греко-римська боротьба, до 87 кг | Срібло |
| Турнір Дана Колова — Николи Петрова 2024       | Болгарія | греко-римська боротьба, до 87 кг | Золото |
| Меморіал Імре Поляка та Яноша Варги 2024       | Болгарія | греко-римська боротьба, до 87 кг | Золото |

### Виступи на змаганнях молодших вікових груп
| Змагання                                       | Збірна  | Вагова категорія                 | Місце  |
| ---------------------------------------------- | ------- | -------------------------------- | ------ |
| Чемпіонат світу з боротьби серед юніорів 2016  | Україна | греко-римська боротьба, до 84 кг | 9      |
| Чемпіонат Європи з боротьби серед юніорів 2017 | Україна | греко-римська боротьба, до 84 кг | 9      |
| Чемпіонат Європи з боротьби серед молоді 2018  | Україна | греко-римська боротьба, до 87 кг | 8      |
| Чемпіонат світу з боротьби серед молоді 2018   | Україна | греко-римська боротьба, до 87 кг | Золото |
| Чемпіонат Європи з боротьби серед молоді 2019  | Україна | греко-римська боротьба, до 87 кг | 9      |
| Чемпіонат світу з боротьби серед молоді 2019   | Україна | греко-римська боротьба, до 87 кг | Золото |